# زین گری
زین گری (انگلیسی: Zane Grey؛ ۳۱ ژانویهٔ ۱۸۷۲ – ۲۳ اکتبر ۱۹۳۹) یک تهیه‌کننده، پدیدآور، رمان‌نویس، دندان‌پزشک و نویسنده اهل ایالات متحده آمریکا بود.
وی نویسنده فیلم‌هایی همچون وسترن یونیون بوده‌است.